# Arne Skafte Rasmussen
Arne Skafte Rasmussen (* 13. Mai 1912 in Chemnitz, Sachsen; † 30. Mai 1994 in Niederbachem) war ein deutsch-dänischer Ingenieur und Unternehmer.
Er wurde als jüngstes von vier Kindern des dänischen Ingenieurs und DKW-Gründers Jørgen Skafte Rasmussen (1878–1964) und seiner deutschen Ehefrau Johanna Clementine Therese Liebe (1884–1973) geboren. Er hatte eine Schwester, Hildegard Ilse (1905–1939), sowie zwei Brüder, Hans Werner (1906–1945), und Ove (1909–1995). Später heiratete er Traude Zauche (1913–1979).
Wie seine beiden älteren Brüder besuchte er zunächst die Freie Schulgemeinde Wickersdorf und folgte seinem Bruder Ove per 1. Mai 1925 zu dem von Martin Luserke gegründeten reformpädagogische Landerziehungsheim Schule am Meer auf die Nordseeinsel Juist.
Nach einem Maschinenbau-Studium an der Ingenieurschule Weimar war er als Ingenieur in der Abteilung Forschung und Entwicklung der Auto Union AG tätig, bei deren Gründung sein Vater eine Schlüsselrolle einnahm. Später war er beispielsweise in der Motorenentwicklung für Framo tätig. Er gründete und übernahm nach dem Vorbild seines Vaters und seiner älteren Brüder Unternehmen, die Zulieferer der Automobilindustrie waren.
1937 heiratete er Traude Zauche, 1941 wurde Sohn Arne jun. geboren.
Am Ende des Zweiten Weltkrieges floh Arne vor der anrückenden Roten Armee zu seinen Schwiegereltern nach Weimar. Nach der Trennung von seiner Frau 1948 ging er mit seinem Sohn zu seinen Eltern nach Dänemark. Dort begründete er 1948 zusammen mit seinem Vater Jørgen ein Konstruktionsbüro in der dänischen Hauptstadt Kopenhagen, wo technische Zeichnungen für die Motorradfertigung des dänischen Unternehmens Dansk Industri Syndikat A/S entstanden. Diese Motorräder kamen unter der Markenbezeichnung DISA auf den Markt. Er entwickelte beispielsweise einen neuen Zweitaktmotor für das Modell DISA 125. 1956 heiratete er Inge Wirth und zog mit ihr 1959 nach Schweinfurt, wo er bei Fichtel & Sachs in der Entwicklungsabteilung für Industriemotoren arbeitete.
Er starb kurz nach seinem 82. Geburtstag.

## Video
- DKV historien fortalt af Arne Rasmussen – Die Geschichte von DKW, erzählt von Arne Rasmussen (in dänischer Sprache), youtube.com, 1:00:57 Std.